# Rábade (kommunhuvudort)
Rábade är en kommunhuvudort i Spanien.   Den ligger i provinsen Provincia de Lugo och regionen Galicien, i den nordvästra delen av landet, 400 km nordväst om huvudstaden Madrid. Rábade ligger 398 meter över havet och antalet invånare är 1 635.
Terrängen runt Rábade är huvudsakligen platt, men västerut är den kuperad. Runt Rábade är det ganska tätbefolkat, med 207 invånare per kvadratkilometer. Närmaste större samhälle är Lugo, 12,9 km söder om Rábade. Omgivningarna runt Rábade är en mosaik av jordbruksmark och naturlig växtlighet.